# Stephen Bergman
Stephen Joseph Bergman (1944) is een Amerikaans psychiater en schrijver. Hij is professor aan de Harvard Medical School (2005) en gastprofessor aan verschillende andere universiteiten. Hij publiceerde verschillende romans onder het pseudoniem Samuel Shem.
Zijn hoofdwerken zijn The House of God en Mount Misery, beiden fictionele en sarcastische romans over artsen in opleiding. De romans blijven gerelateerd aan de realiteit.

## Werken
- The House of God (1978): Vertaald naar Het gasthuis (1986) ISBN 9010057593 en Gods gasthuis (1997) ISBN 9075606974
- Fine (1985)
- Mount Misery: Vertaald naar De kliniek ISBN 9075606125
- Bill W. and Dr. Bob (1990)
- We Have to Talk: Healing Dialogues Between Men and Women (1998) Vertaling: We moeten praten : zinvolle gesprekken tussen man en vrouw ISBN 9026315678
- The Spirit of the Place ISBN 9780873389426 (2008)

## Bron
- Samuel Shem

- Bibsys: 99045215
- Biblioteca Nacional de España: XX1366447
- CiNii: DA1154116X
- Gemeinsame Normdatei: 115797084
- International Standard Name Identifier: 0000 0000 6675 6864
- Library of Congress Control Number: n78035932
- Nationale Bibliotheek van Letland: 000045642
- MusicBrainz: ae822517-419d-4ac6-84b3-4563ddef90ec
- Bibliotheek van het Japanse parlement: 00804245
- Nationale Bibliotheek van Tsjechië: xx0001441
- Nationale Bibliotheek van Israël: 987007267927805171
- Nationale Bibliotheek van Polen: a0000001632674
- Nederlandse Thesaurus van Auteursnamen: 072189371
- Système universitaire de documentation: 118643088
- Virtual International Authority File: 22879781
- WorldCat: E39PBJxrWgRvXc76H7HxwYrH4q